# Angelika Kirchschlager
Angelika Kirchschlager (*1965, Salzburgo, Austria) es una mezzosoprano lírica austríaca de destacada actuación internacional especialmente en papeles de Mozart y Richard Strauss.
Comenzó sus estudios en el Mozarteum de su Salzburgo natal y luego en la Academia de Viena con Walter Berry.
En 1991 ganó el tercer premio en la competencia Belvedere y debutó en Graz en 1993 como Octavio en El caballero de la rosa, posteriormente debutó en la Wiener Staatsoper como Cherubino en Las bodas de Fígaro de Mozart.
En 2002 creó el rol de Sofia en la ópera La decisión de Sophie de Nicholas Maw en Covent Garden.
Muy apreciada como recitalista de Lieder de Schubert, Schumann, Korngold, Mahler; otros éxitos incluyeron los papeles de Sesto, Hansel, el Compositor, Melisande, Rosina, Zerlina, Dorabella, Annio, Silla, etc.
Ha cantado en La Scala, Metropolitan Opera, Ópera de la Bastilla, la Ópera de San Francisco, el Teatro Colón de Buenos Aires y otras casas líricas.